# Scotney
Scotney war ein britischer Hersteller von Automobilkarosserien.

## Unternehmensgeschichte
Scotney war in St Ives in der mittelenglischen Grafschaft Huntingdonshire ansässig. Detaillierte Angaben zur Gründung oder zur Rechtsform des Unternehmens sind nicht überliefert. Gesichert ist, dass das Unternehmen in den 1930er-Jahren und auch noch nach dem Ende des Zweiten Weltkriegs tätig war.
Scotney war auf die Herstellung von Kombiaufbauten spezialisiert, deren Karosserien jedenfalls teilweise aus Holz bestanden (sogenannte „Woodies“) und die vor allem bei Kunden im ländlichen Bereich beliebt waren. Scotney fertigte zwei oder drei Woodie-Aufbauten auf der Basis des Alvis TA 14 sowie „eine erhebliche Anzahl“ vergleichbarer Aufbauten für Lea-Francis. 
Im September 2014 wurde ein TA14 mit Scotney-Aufbau von 1946 als Scheunenfund und Restaurationsobjekt bei einer Auktion für 1.610 £ verkauft.